# Deepstaria enigmatica
Deepstaria enigmatica is een schijfkwal uit het geslacht Deepstaria, behorend tot de familie der Ulmaridae. De kwal kan ongeveer tot 60 cm breed worden en wordt zelden levend of intact waargenomen. De deepstaria enigmatica werd in 1967 voor het eerst wetenschappelijk beschreven door Frederick Stratten Russell.

## Waarneming 2012
Op 25 april 2012 kwam de kwal groots in het nieuws toen een exemplaar voorbij een op afstand bestuurbare onderwatercamera zwom bij het controleren van een pijpleiding. Aanvankelijk lukte het niet om het dier te identificeren. Men vermoedde al snel dat het een schijfkwal betrof, maar deze vermoedens kon niemand bevestigen. De beelden zijn vervolgens internationaal uitgezonden, waardoor men begon te speculeren over het soort kwal. Sommigen meenden in plaats van een kwal een ronddwalende walvissenplacenta te zien in het filmpje. Op 12 mei werd door experts bevestigd dat het wezen in het filmpje Deepstaria enigmatica betreft.